# Чемпионат Кипра по волейболу среди мужчин
Чемпионат Кипра по волейболу среди мужчин — ежегодное соревнование мужских волейбольных команд Кипра.
Первые турниры проходили в 1928—1940 и в 1945 годах (с перерывами). Затем до 1960 чемпионаты не проводились. Окончательно возобновлены в 1970 году.
Соревнования проходят в двух дивизионах — А и В. Организатором чемпионатов является Волейбольная федерация Кипра.

## Формула соревнований (Дивизион А)
Чемпионат 2024/25 в Дивизионе А проходил в два этапа — предварительный и плей-офф. На предварительной стадии команды играли в два круга. По её итогам лучшая четвёрка вышла в плей-офф и далее по системе с выбыванием определила финалистов, которые разыграли первенство. Серии матчей проводились до четырёх побед одного из соперников. При этом учитывались результаты встреч команд между собой на предварительном этапе.
За победы 3:0 и 3:1 команды получают по 3 очка, за победы 3:2 — 2, за поражения 2:3 — 1, за поражения 0:3 и 1:3 очки не начисляются.
В чемпионате 2024/25 в Дивизионе А участвовали 7 команд: «Пафиакос» (Пафос), «Омония» (Никосия), «Неа Саламина» (Фамагуста/Лимасол), «Анортосис» (Фамагуста/Лимасол), «Анагенниси» (Деринья), АПОЭЛ (Никосия), «Карава-Ламбуса» (Каравас). Чемпионский титул выиграл «Пафиакос», победивший в финале «Омонию» 4-1 (1:3, 3:1 (оба матча сыграны на предварительном этапе), 3:0, 3:0, 3:1). 3-е место заняла «Неа Саламина».

## Чемпионы
| - 1928 «Зинон» - 1929 «Эвагорас» - 1931 «Панкиприа» Никосия - 1932 «Ларнакос» Ларнака - 1933 «Зинон» - 1934 «Лемесу» - 1936 «Зинон» - 1938 «Зинон» - 1939 «Олимпия» Никосия - 1940 «Зинон» - 1945 «Зинон» - 1960 «Маратонас Вароша» Фамагуста - 1963 ПАЭК Кирения - 1970 АПОЭЛ Никосия - 1971 АПОЭЛ Никосия - 1972 АПОЭЛ Никосия - 1973 «Анортосис» Фамагуста - 1974 «Олимпиакос» Никосия - 1975 «Анортосис» Фамагуста - 1976 «Олимпиакос» Никосия - 1977 «Анортосис» Фамагуста - 1978 «Анортосис» Фамагуста - 1979 АПОЭЛ Никосия - 1980 АПОЭЛ Никосия - 1981 АПОЭЛ Никосия - 1982 «Анортосис» Фамагуста - 1983 АПОЭЛ Никосия - 1984 АПОЭЛ Никосия - 1985 АПОЭЛ Никосия - 1986 «Анортосис» Фамагуста - 1987 «Анортосис» Фамагуста - 1988 «Анортосис» Фамагуста - 1989 «Анортосис» Фамагуста - 1990 «Неа Саламина» Фамагуста - 1991 «Неа Саламина» Фамагуста | - 1992 «Пафиакос» Пафос - 1993 «Анортосис» Фамагуста - 1994 «Анортосис» Фамагуста - 1995 «Анортосис» Фамагуста - 1996 «Анортосис» Фамагуста - 1997 «Анортосис» Фамагуста - 1998 «Неа Саламина» Фамагуста - 1999 «Неа Саламина» Фамагуста - 2000 «Неа Саламина» Фамагуста - 2001 «Неа Саламина» Фамагуста - 2002 «Неа Саламина» Фамагуста - 2003 «Неа Саламина» Фамагуста - 2004 «Пафиакос» Пафос - 2005 «Анортосис» Фамагуста - 2006 «Пафиакос» Пафос - 2007 «Анортосис» Фамагуста - 2008 «Анортосис» Фамагуста - 2009 «Анортосис» Фамагуста - 2010 «Анортосис» Фамагуста - 2011 «Анортосис» Фамагуста - 2012 АЭК Каравас - 2013 «Неа Саламина» Фамагуста - 2014 «Анортосис» Фамагуста - 2015 «Омония» Никосия - 2016 «Омония» Никосия - 2017 «Омония» Никосия - 2018 «Пафиакос» Пафос - 2019 «Омония» Никосия - 2020 чемпионат не завершён, итоги не подведены - 2021 «Омония» Никосия - 2022 «Омония» Никосия - 2023 «Омония» Никосия - 2024 «Омония» Никосия - 2025 «Пафиакос» Пафос |

## Титулы
| Клуб                         | Победы |
| «Анортосис» Фамагуста        | 21     |
| «Неа Саламина» Фамагуста     | 9      |
| АПОЭЛ Никосия                | 9      |
| «Омония» Никосия             | 8      |
| «Зинон»                      | 6      |
| «Пафиакос» Пафос             | 5      |
| «Олимпиакос» Никосия         | 3      |
| «Ларнакос» Ларнака           | 1      |
| «Лемесу»                     | 1      |
| «Маратонас Вароша» Фамагуста | 1      |
| «Панкиприа» Никосия          | 1      |
| ПАЭК Кирения                 | 1      |
| «Эвагорас»                   | 1      |
| АЭК Каравас                  | 1      |